# 張淑棟
張淑棟（?—?），河南省陳州府項城縣人，清朝政治人物、同進士出身。
光緒二十年（1894年），参加光緒甲午科殿試，登進士三甲121名。同年五月，以主事分部学习。